# Giuseppe Montanelli
Giuseppe Montanelli (Fucecchio, 21 gennaio 1813 – Fucecchio, 17 giugno 1862) è stato uno scrittore, patriota e politico italiano.
Inizialmente legato ad un patriottismo di tipo federalista e neoguelfo, successivamente Montanelli si avvicinò a soluzioni repubblicane, radicali e vagamente socialiste utopistiche.

## Biografia

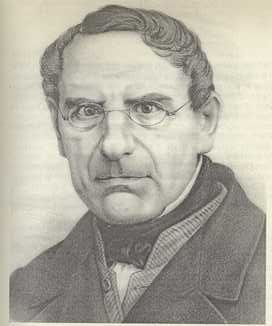
Francesco D. Guerrazzi

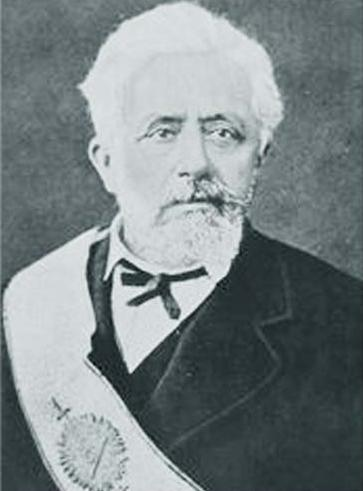
Giuseppe Mazzoni

Montanelli nacque a Fucecchio, nel Granducato di Toscana, e frequentò la Facoltà di giurisprudenza di Pisa dal 1826 al 1831. Nel 1840 divenne professore di diritto per la stessa università. Contribuì a scrivere sull'Antologia, una celebre rivista fiorentina fondata da Giovan Pietro Vieusseux, e nel 1847 fondò un giornale chiamato L'Italia, il programma del quale era "Riforma e Nazionalità".
Vicino agli ideali federalisti di Vincenzo Gioberti, il quale auspicava la creazione di una nazione italiana federale, nel 1848 Montanelli combatté come volontario toscano (era comandante del contingente pisano-livornese) nella battaglia di Curtatone e Montanara, nella quale fu ferito e venne fatto prigioniero dagli Austriaci.
Una volta liberato ritornò in Toscana, ed il Granduca Leopoldo II, che conosceva la sua influenza sulla popolazione, lo inviò a Livorno a soffocare alcune rivolte. Nell'ottobre il Granduca gli chiese di formare un ministero. Egli accettò e il 10 gennaio 1849, il Granduca riunì un'assemblea costituente.
Leopoldo tuttavia, preoccupato dall'andamento delle vicende, se ne andò da Firenze, e Montanelli, Guerrazzi e Mazzoni furono eletti "triumviri" di Toscana. Come Mazzini, Montanelli invocò l'unione della Toscana con Roma. Ma Montanelli, a differenza di Mazzini, era un federalista convinto (auspicava cioè la creazione di una confederazione di stati italiani e non una unione centralistica).
Dopo la restaurazione del Granduca, Montanelli, che si trovava a Parigi, fu condannato d'ufficio e rimase dieci anni in Francia, divenendo un partigiano di Napoleone III nella speranza che la Francia, con il suo poderoso esercito, intervenisse in favore della causa italiana. Con la moglie Lauretta Cipriani frequentò vari salotti parigini di tendenza bonapartista; si dedicò anche al teatro, scrivendo due tragedie, La Tentazione e Camma. Rientrò nel 1859 per seguire i Cacciatori degli Appennini, ed incontrò ad Alessandria Napoleone III il 25 maggio, cercando di illustrargli i suoi progetti unitari.
Quando però fu chiaro che l'Unità d'Italia si sarebbe fatta all'insegna dell'accentramento monarchico e della piemontesizzazione della penisola, si avvicinò al partito autonomista toscano guidato dall'ultimo monarca regnante, Ferdinando IV di Toscana, con l'intento di giungere ad una repubblica toscana indipendente. In questa battaglia anti-unitaria e autonomista fu affiancato da vari amici, tra i quali Clemente Busi, autore del famoso saggio In foedere Unitas, Firenze, 1860.
Per la causa autonomista e federalista scrisse il saggio L'impero, il Papato e la Democrazia e si impegnò a fondo per creare un giornale unitario dei federalisti e autonomisti toscani da intitolare L'Italia (tentativo ripetuto più tardi con il nome Toscana).
Mancando però unità nel partito autonomista, tra legittimisti, democratici, clericali e repubblicani federalisti, il progetto sfumò. Con l'impresa dei Mille e la fulminea annessione del regno delle Due Sicilie al Piemonte-Sardegna - ribattezzato il 17 marzo 1861 Regno d'Italia -, Montanelli si rese conto dell'impossibilità di perseguire la strada federalista e autonomista.
Dopo il raggiungimento dell'unità nazionale, fu eletto deputato al Parlamento italiano. Appoggiò la proposta di concessione di alcune forme di autonomia presentata da Marco Minghetti. Appartenente alla Massoneria
, fu membro della Loggia “Dante Alighieri” di Torino e della Loggia Ausonia della stessa città.
Montanelli morì a Fucecchio nel 1862.A lui è dedicata una via a Pisa.
Indro Montanelli, anch'egli di Fucecchio, lo indicò come "prozio" nel suo libro Figure & Figuri del Risorgimento, forzando, come lui stesso ammise, una lontana parentela comune con un certo Giuliano Montanello nato a Fucecchio nel 1516, tuttavia ricerche genealogiche svolte nel 2013 smentirebbero questa ipotesi di parentela.

## Opere
- Memorie sull'Italia e specialmente sulla Toscana dal 1814 al 1850 (1853)
- Il Partito nazionale italiano (1856)
- L'Impero, il papato, e la democrazia in Italia (1859)
- Dell'ordinamento nazionale in Italia (1862)
- La Tentazione (Poema), su emeroteca.braidense.it.
- Camma (Tragedia)